# تحويلة هف المعممة

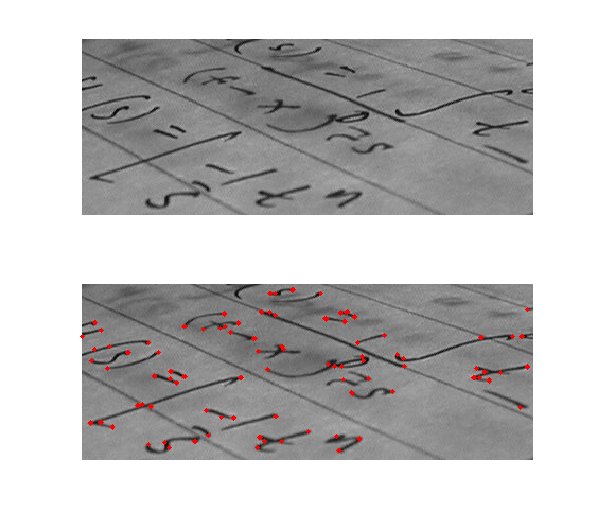

تحويلة هف المعممة (ب[generalized Hough transform] خطأ: {{اللغة-؟؟}}: رومنة لخط لاتيني (مساعدة))، المقترحة بواسطة دانا بالارد في عام 1981، هي تعديل لتحويلة هف باستخدام مبدأ مطابقة القالب. تحويلة هوف وضعت في البداية للكشف عن الأشكال المعرفة تحليلياً (على سبيل المثال، خط، دائرة، القطع الناقص... الخ). في هذه الحالات لدينا معرفة مسبقة عن الشكل ونسعى إلى معرفة موقعه واتجاهه في الصورة. هذا التعديل يتيح استخدام تحويلة هوف للكشف عن الأشكال العشوائية الموصوفة مع نموذجها.